# D'Otreppe de Bouvette

Wapenschild van de familie d'Otreppe de Bouvette

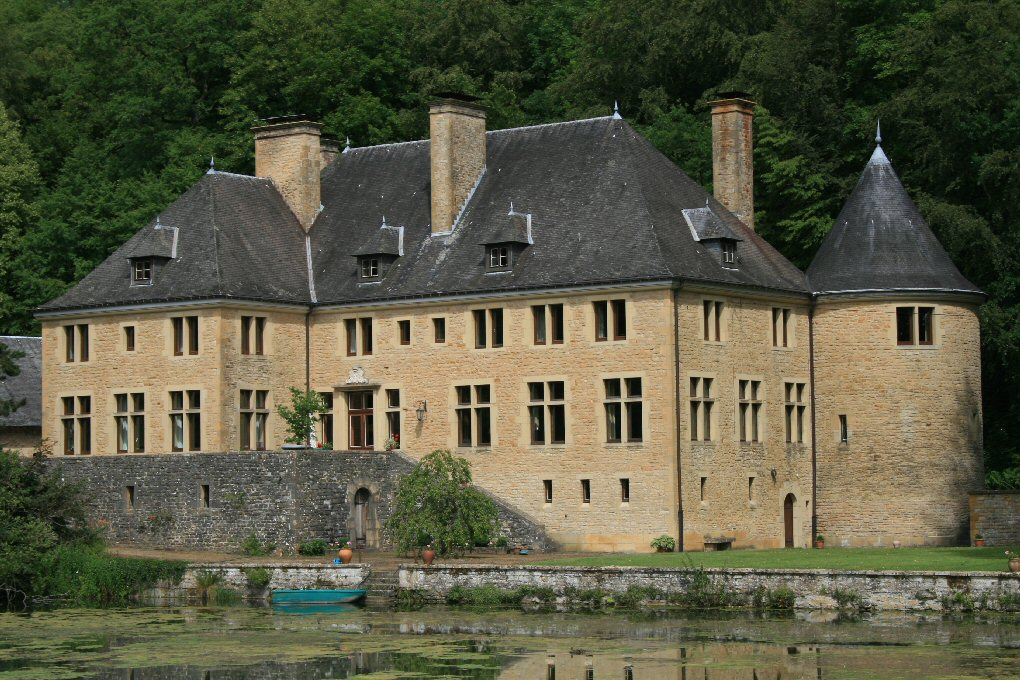
Het kasteel van Orval, eigendom van de familie d'Otreppe de Bouvette

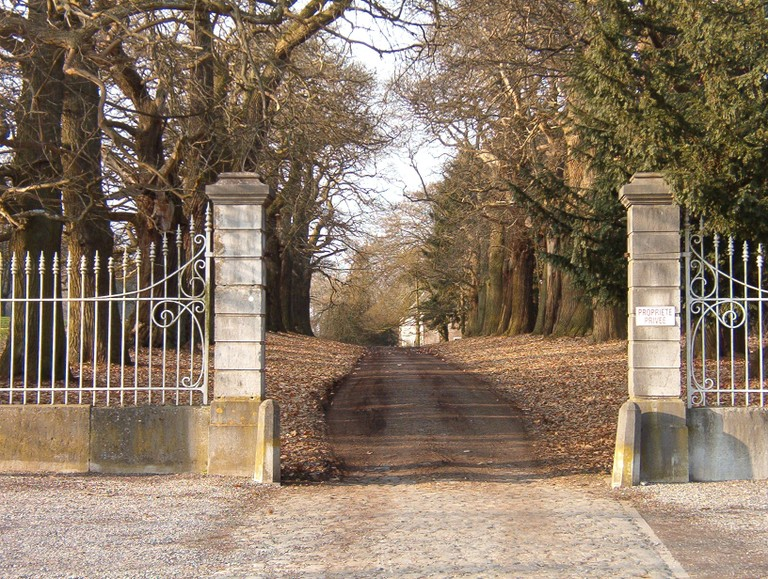
Toegangsdreef tot het kasteel van Aineffe, behorende aan de familie d'Otreppe

D'Otreppe de Bouvette is een Zuid-Nederlandse en Belgische adellijke familie.

## Geschiedenis
De familie Dotreppe stamde in de 16e eeuw uit Mornimont, waar Pierre Dotreppe tegen het einde van de eeuw burgemeester was. Hij werd hierin opgevolgd door zijn zoon Herman Dotreppe, terwijl zijn kleinzoon François Dotreppe burgemeester van Namen werd.
Familieleden oefenden juridische, politieke of militaire ambten uit, in dienst van Oostenrijk, Spanje of Frankrijk.
In 1738 werd erfelijke adel toegekend door keizer Karel VI aan Théodore-Joseph d'Otreppe (1714-1782), grootbaljuw van Tussen-Samber-en-Maas, heer van Bouvette en Brocteau, die getrouwd was met Marie-Joseph van der Haeghen de Mussain. Hij was de postume zoon van de dragonderofficier in Spaanse dienst Charles-François Dotreppe (1677-1713). Zijn grootvader was François Dotreppe (1638-1720), burgemeester van Namen.

## Philibert d'Otreppe de Bouvette
Philippe Théodore (Philibert) d'Otreppe (Ben-Ahin, 31 maart 1746 - Andenne, 19 januari 1822) was een zoon van de hoger vermelde Théodore-Joseph en Marie-Joseph van der Haeghen de Mussain. Zelf was hij onder het ancien régime heer van Bouvette, Hulplanche en Grande-Arse en officier in het regiment van Murray. Hij trouwde in 1774 met Marie-Anne Mincé du Fontbaré (1751-1814). Ze hadden zes kinderen, met talrijke afstammelingen tot heden.
In 1816, ten tijde van het Verenigd Koninkrijk der Nederlanden, werd hij erkend in de erfelijke adel en benoemd in de Ridderschap van de provincie Namen.
Onder zijn kinderen vindt men:
- Frédéric d'Otreppe de Bouvette (1785-1868), kapitein in Franse en Nederlandse dienst en lid van de Ridderschap van de provincie Namen, trouwde in 1819 in Luik met Marie-Elisabeth de Mélotte d'Envoz (1788-1864), dochter van Guisbert de Mélotte, burgemeester van Luik en raadsheer in het prinsbisdom Luik, en zus van ridder Denis de Mélotte d'Envoz, burgemeester van Luik, lid van de Provinciale Staten van Luik en lid van de Tweede Kamer.
  - Adolphe d'Otreppe de Bouvette (1820-1879), verkreeg in 1871 de titel baron, overdraagbaar op al zijn afstammelingen. Hij trouwde in 1855 in Bas-Oha met Marie-Laure de Melotte (1835-1869).
    - Frédéric d'Otreppe de Bouvette (1856-1927), doctor in de natuurwetenschappen en burgemeester van Aineffe, trouwde in 1880 in Luik met Delphine Mincé du Fontbaré (1859-1922), dochter van baron Gustave Mincé du Fontbaré, burgemeester van Fumal, en zus van baron Charles Mincé du Fontbaré, burgemeester van Fumal, volksvertegenwoordiger en senator.
      - Albert d'Otreppe de Bouvette (1881-1948), burgemeester van Villers-devant-Orval, trouwde in 1903 in Luik met Suzanne de Geradon (1882-1969), met afstammelingen tot heden.
      - Gustave d'Otreppe de Bouvette (1885-1956), burgemeester van Aineffe, trouwde in 1911 in Luik met Marie de Melotte de Lavaux (1892-1980), met afstammelingen tot heden.
        - Jean d'Otreppe de Bouvette (1920-2018)
- Albert d'Otreppe de Bouvette (1787-1875), licentiaat in de rechten, raadsheer in het hof van beroep van Luik, raadsheer bij de Hoge Raad voor de mijnen, archeoloog en historicus. Hij was ridder van de Orde van Sint-Mauritius en Sint-Lazarus en officier van de Leopoldsorde. Hij bleef vrijgezel.
- Florentin d'Otreppe de Bouvette (1778-1833), bestuurder van de gemeente Sclayn. Hij trouwde met Marie-Thérèse Bourlet (1791-1876). Ze kregen twee zoons en twee dochters, met afstammelingen tot heden.